# Nunataki Juriga Birgera
Nunataki Juriga Birgera är en nunatak i Antarktis. Den ligger i Västantarktis. Argentina, Chile och Storbritannien gör anspråk på området. Toppen på Nunataki Juriga Birgera är 986 meter över havet.
Terrängen runt Nunataki Juriga Birgera är kuperad västerut, men österut är den platt. Trakten är obefolkad. Det finns inga samhällen i närheten.